# Гнилотонская верфь
Гнилотонская верфь — корабельная верфь, действовавшая в 1777—1786 годах в низовьях реки Дона и занимавшаяся строительством кораблей для Азовской флотилии.

## Создание верфи
Создание Гнилотонской верфи было обусловлено двумя причинами: необходимостью усиления Азовской флотилии и необходимостью более быстрой и менее трудозатратной проводки судов от верфей к дельте Дона.
Изыскательные работы по поиску места для новой верфи были проведены в 1776—1777 годах, и в декабре 1777 года командующий Азовской флотилией и портами Ф. А. Клокачёв назначил место для неё на правом берегу Дона, ниже крепости Святого Дмитрия, у урочища Гнилая Тоня («на 375 сажень вниз по Дону от Гремучего ручья и на 520 сажень вверх до речки Темернички») ниже места впадения в Дон реки Темерник. Решение о строительстве верфи в январе следующего года было утверждено Адмиралтейств-коллегией, а 8 мая Екатериной II, выделившей на строительство 182 705 рублей и 92½ копейки. Гнилотонская верфь должна была иметь 10 эллингов, в том числе 6-8 «фрегатских», а остальные — для строительства малых судов; в 1779 году была сделана поправка и все эллинги должны были делаться для строительства фрегатов. В это же время было принято решение о строительстве верфи не по постоянному, а по временному типу (только из дерева). В итоге время строительства верфи сильно растянулось (1778—1782), а всего вступило в строй пять эллингов из десяти планировавшихся. Строительство эллингов обошлось в 48 594 рубля 39 копеек.

## Кораблестроение
Всего за 1778—1783 годы на Гнилотонской верфи было построено шесть фрегатов (с «Одиннадцатого» по «Шестнадцатый»), которые строил корабельный мастер Осип Матвеевич Матвеев и «обученный тиммерман унтер-офицерского чина» И. И. Юхарин. В 1782—1783 годах на верфи также были построены две «шхунары» («Сокол» и «Курьер») и два галиота («Донец» и «Темерник»). Строительство 1 фрегата в среднем обошлось в 74 389 рублей 50 копеек, включая 21 620 рублей на заготовку и доставку леса и 8080 рублей на артиллерию.
Местность около Гнилотонской верфи отличалась тяжёлым нездоровым воздухом, отчего только в 1779 году из 1363 человек, работавших на строительстве верфи, умерло 250, а «на счислящихся здоровыми смотреть [было] жалко».
В связи с появлением планов строительства новой и более удобной верфи у Рогожских Хуторов 15 марта 1782 года Адмиралтейств-коллегия закрыла Гнилотонскую верфь с оставлением возле неё караула до окончания строительства на ней уже заложенных кораблей. Последними военными кораблями, построенными в 1783—1786 годах на верфи, стали четыре фрегата и два пинка.
К 1797 году Гнилотонская верфь фактически перестала существовать: от эллингов остались лишь следы их местоположения, а все деревянные постройки развалились. Однако в 1801 — 1804 годах верфь была возобновлена для строительства частных судов. Более поздних упоминаний о ней не сохранилось.